# Красний Яр (Енгельський район)
Красний Яр (рос. Лебедево) — залізнична станція у Енгельському районі Саратовської області Російської Федерації.
Населення становить 79 осіб. Належить до муніципального утворення Новопушкінське муніципальне утворення.

## Історія
Населений пункт розташований у межах українського історичного та культурного регіону Жовтий Клин.
До 1941 року належав до АРСР Німців Поволжя. Орган місцевого самоврядування від 2004 року — Новопушкінське муніципальне утворення.

## Населення
| 2002 | 2010  | 2015  |
| ---- | ----- | ----- |
| 3118 | ↗3255 | ↗3469 |